# Flagler County
Flagler County är ett administrativt område i delstaten Florida, USA. År 2010 hade countyt 95 696 invånare. Den administrativa huvudorten (county seat) är Bunnell.

## Geografi
Enligt United States Census Bureau har countyt en total area på 1 478 km². 1 256 km² av den arean är land och 222 km² är vatten.

### Angränsande countyn
- St. Johns County, Florida - nord
- Volusia County, Florida - syd
- Putnam County, Florida - väst

### Orter
- Bunnell (huvudort)
- Flagler Beach